# Cecilia Grierson
Cecilia Grierson (Buenos Aires, 22 de novembro de 1859 – 10 de abril de 1934) foi uma médica, professora e livre-pensadora argentina. Foi a primeira mulher a receber um diploma de medicina na Argentina.

## Início da vida
Cecilia Grierson nasceu em Buenos Aires, em 1859, filha de Jane Duffy e John Parish Robertson Grierson. Seu avô paterno, William Grierson, esteve entre os colonos escoceses que chegaram em Buenos Aires, em 1825, para povoar Santa Catalina-Monte Grande.
Grierson passou a infância na estância de sua família na Província de Entre Ríos, onde eram prósperos agricultores. Aos seis anos, ela foi enviada para frequentar as escolas inglesas e francesas em Buenos Aires, mas teve de voltar para casa com a morte precoce de seu pai. Aos 13 anos já mostrava indícios da sua aptdão para lecionar, começou a dar aulas na escola em que sua mãe era diretora. Já em Buenos Aires, ela se forma na Escola Normal n°1 em 1878. Ela teve diversas atuações em cargos de assistencia pública. Durante a epidemia de cólera, ela trabalhou na a Casa de Aislamiento, hoje Hospital Muñiz. Ela termina sua graduação médica no ano de 1889, com 30 anos. Ela foi a primeira mulher médica argentina e, também, a primeira mulher a receber um diploma na América do Sul, deixando a sua marca na história. Foi responsavel por fundar a primeira escola de enfermeiras, em 1891, onde foi implantado o uso obrigatório do uniforme. Foi vice presidente do congresso internacional de mulheres, em Londres.

## Carreira médica
Grierson enfrentou oposição arraigada a sua inscrição na escola de medicina em 1883, e foi solicitada a fornecer uma justificação escrita por seu desejo de se tornar médica. Outra mulher, Elida Passo, entrou na Escola de Medicina para obter o título de Doutora em Farmácia, tornando-se, em 1885, a primeira mulher diplomada por uma universidade na Argentina. Passo superou inúmeros pedidos rejeitados e devolvidos para receber um diploma em medicina. Ela ficou gravemente doente, durante o quinto ano da escola de medicina, no entanto, e morreu em 1893 sem um diploma.
Mulheres eram impedidas de cursar a faculdade de medicina nas quatro universidades em operação no país na época; na verdade, poucas mulheres na Argentina do século 19 estavam matriculadas no ensino secundário formal. Grierson, no entanto, foi uma estudante excepcional, voluntariando-se como uma assistente no laboratório da universidade, e, em 1885, iniciou seu estágio sob os auspícios do Departamento de Saúde Pública. Ela organizou um serviço de ambulância no departamento, apresentando o uso de sinos de alarme (equivalente às sirenes de hoje), uma inovação que, até então, tinha sido exclusiva da brigada de incêndio. O seu trabalho durante uma epidemia de cólera em 1886 lhe rendeu reconhecimento generalizado pela eficiência no atendimento de pacientes na Unidade de Isolamento (no atual Hospital Muñiz).
Grierson foi também pioneira em cinesiologia. Ela introduziu um curso de massagem terapêutica na faculdade de Medicina, e mais tarde articulou suas ideias em seu livro-texto, Prática de Massagem. O livro foi amplamente lido e desempenhou um papel fundamental no desenvolvimento da cinesiologia moderna na Argentina. Ela entrou para a equipe do importante Hospital Rivadavia, em 1888, e formou-se em 1889, após a bem-sucedida defesa de sua tese em ginecologia: Histero-ovariotomías efectuadas en el Hospital de Mujeres desde 1883 a 1889. Grierson, assim, se tornou a primeira mulher na Argentina a ganhar um diploma de medicina.
Ela entrou para a equipe médica do Hospital de San Roque (hoje Hospital de Ramos Mejía) após a formatura. Ela também ofereceu aulas de anatomia na Academia de Bellas Artes, e ofereceu consultas psicológicas e de aprendizado gratuitas para crianças com necessidades especiais, particularmente cegas e surdas-mudas. Ela também terminou seus livros: La educación del ciego, Cuidado del enfermo e Primer Tratado Nacional de Enfermería.
Grierson fundou a primeira escola de enfermagem, na Argentina, a Escola de Enfermagem do Hospital Británico de Buenos Aires, em 1890. Estudantes de enfermagem participaram de aulas sobre o acolhimento de crianças, primeiros socorros e tratamento dos pacientes. Essa iniciativa levou, em 1891, à criação da Escola de Enfermagem, que Grierson dirigiu até 1913. Este sucesso ajudou a torná-la uma membro fundadora da Associação Médica Argentina (1891). Incentivada pelos relatórios da Terceira Conferência Internacional da Cruz Vermelha em primeiros socorros e treinamento, ela criou a Sociedade Argentina em Primeiros Socorros em 1892, publicando um livro sobre o atendimento de vítimas de acidentes.
Tomando parte em 1892 na primeira cesariana realizada na Argentina, Grierson fundou a Associação Nacional de Obstetricia, em 1901, e o seu jornal, Revista Obstétrica. Ela também orientou as poucas estudantes do sexo feminino que estavam inscritas na Escola de Medicina; destas, Armandina Poggetti, em 1902, tornou-se a primeira mulher na Argentina a se formar em Farmacologia.
Grierson fundou a Sociedade para a Economia Doméstica, em 1902. Esta organização, mais tarde renomeada Escola Técnica para a Gestão da Casa, foi a primeira de seu tipo no país e, em 1907, ela instituiu o curso de Ciência Doméstica, da Escola Secundária Feminina de Buenos  Aires (o primeiro curso na Argentina). Após seu relatório de 1909 sobre a melhoria de condições da educação, padrões de vida e a disponibilidade de escolas de formação profissional na Europa, o Conselho Nacional de Educação aprovou o currículo para escolas de formação profissional na Argentina. Grierson publicou Educación técnica de la mujer, introduzindo o estudo da creche nessas escolas. Ocupou cargos de ensino na Escola de Belas Artes e a Escola Secundária Feminina Nacional, onde lecionou a partir de sua criação, em 1907. O governo Argentino indicou-a como representante na Primeira Conferência Internacional de Eugenia, realizada em Londres, em 1912.

## Ativismo feminista
O assédio pelo que Grierson passou quando estudante de medicina e depois, ajudou a torná-la uma defensora militante dos direitos das mulheres na Argentina. Ela ingressou no recém-criado Partido Socialista da Argentina, e se tornou uma entre as relativamente poucas mulheres argentinas na academia ou da alta sociedade que apoiaram o feminismo e o movimento de emancipação das mulheres que se desenvolvia na Nova Zelândia, nos Estados Unidos no Reino Unido.
Grierson foi indicada vice-presidente da segunda reunião da organização sufragista Conselho Internacional de Mulheres (CIM), realizada em Londres, em 1889. Isto a levou a estabelecer o Conselho Nacional de Mulheres (CNM), em 1900. A CNM, representado por Grierson e Elvira Rawson de Dellepiane, apresentou um projeto de lei em 1906, ao Congresso Nacional prevendo a criação de fundos de previdência social e de licença-maternidade para as mulheres da classe operária. O projeto de lei não foi aprovado. no entanto, nem outra medida elaborada por Grierson que proibia o tráfico de escravas sexuais .
Rixas se desenvolveram dentro do CNM, no entanto. Alvina Van Praet de Sala, a presidente, pediu a um padre que participasse de suas reuniões, uma decisão que foi criticada por Grierson e suas aliadas. Estas começaram a se identificar mais intimamente com o feminismo a promover uma mais vigorosas campanhas em favor do sufrágio das mulheres. Cerca de trinta mulheres universitárias e profissionais, incluindo Grierson, romperam com a linha católica mais conservadora na CNM. Elas, dentre as quais Grierson, Elvira Rawson de Dellepiane, Julieta Lantieri, Alicia Moreau de Justo, Ernestina, A. López e outras mulheres proeminentes da academia, co-fundaram a Associação  de Mulheres Universitárias Argentinas (AMUA), a primeira associação de estudantes universitária para mulheres no país, em 1904. A AMUA procurou se envolver com os problemas das mulheres da classe operária tanto quanto os das mulheres universitárias. Elas fizeram campanha contra o status jurídico inferior das mulheres, sua exclusão das atividades cívicas e sua falta de acesso à educação em relação aos homens. Elas também fizeram campanha pelos direitos civis e políticos, os direitos das crianças (especialmente filhos ilegítimos), legalização do divórcio; e contra o alcoolismo, a prostituição e jogos de azar. Grierson presidiu a Primeira Conferência Internacional da Mulher, organizada pelo AMUA.
Grierson foi uma ativa defensora da Associação Argentina de livres-pensadores ( AALP), que defendia o racionalismo, o anticlericalismo, uma abordagem científica para a vida, e plena igualdade para as mulheres. A AALP buscou juntar-se a CNM, mas foi rejeitada por conta de seu ponto de vista anticlerical. Isso provocou um novo confronto entre Grierson e a participação da CNM, sobre a qual ela se juntou ao Centro Socialsta das Mulheres. Grierson presidiu a Primeira Conferência  Internacional Feminista da Argentina, organizada pela Associação de Universidade Mulheres durante o Centenário da Independência Argentina, em 1910. Isto provocou sua saída do CNM, que, com o apoio oficial, tinha organizado o direitista Primeiro Congresso Patriótico de Mulheres. Grierson articulou sua oposição a uma guinada para a direita das feministas argentinas em seu tratado de 1910 Decadencia del Consejo Nacional de Mujeres de la República Argentina.

## Fim da vida
Grierson foi homenageada publicamente em 1914, por ocasião do jubileu de prata de sua formatura, uma homenagem repetida em 1916, quando aposentou-se da academia. Ela viveu em Los Cocos, Província de Córdoba, durante sua aposentadoria, praticando medicina de família em grande medida pro bono e lecionando. Ela inaugurou uma escola na cidade rural, bem como uma residência para professores e artistas. Ela obteve crédito por apenas alguns anos após a sua aposentadoria e os recebeu apenas uma pensão modesta;o que ela mais lamentou, no entanto, que nunca lhe ofereceram o cargo de Presidente da faculdade de Medicina de sua alma mater. Grierson nunca se casou. A notável acadêmica e ativista morreu em Buenos Aires em 1934, aos 74 anos de idade, e foi sepultada no Cemitério Britânico da cidade.
A escola superior de enfermagem que ela fundou, em 1891, foi rebatizada com seu nome após sua morte. Uma rua em Los Cocos e uma no bairro mais novo da cidade de Buenos Aires, Puerto Madero, também foram nomeadas em sua honra.